# John Provan
John Provan (* 26. Juli 1956 in Steubenville, Ohio) ist ein US-amerikanischer Historiker. Er ist das Kind einer deutschen Mutter und eines US-Amerikaners.

## Werdegang
Sein Vater, John Provan Jr., diente fast 30 Jahre lang im Rang eines Chief Master Sergeant of the Air Force auf verschiedenen US-Basen, so in Kaiserslautern, Sembach Air Base, Langley AFB und Rhein-Main. Viele Jahre verbrachte John Provan als Kind auf der Rhein Main Air Base, im dortigen Wohnbereich Gateway Gardens, wo er auch zur Schule ging. Als Sammler beschäftigt sich Provan seit den 1980er Jahren mit dem Thema Die Amerikaner in Deutschland. Nach dem Abschluss an der University of Maryland schrieb er seine Magisterarbeit an der Technischen Universität Darmstadt. Ebenfalls in Darmstadt promovierte er mit einem Thema zu den deutschen Luftschiffhallen.

## Ausstellungen
Provan hat Ausstellungen organisiert, wie z. B. Der Zeppelin in der Kunst, Design & Werbung, Sgt Elvis Presley in Germany, AFN – the American Forces Network, 100 Jahre Gebrüder Wright und Kindheit in Nachkriegsdeutschland.

## Werke
- Ferdinand Graf Zeppelin. Der Luftfahrtpionier und sein Konzern. Delius Klasing, Bielefeld 2009, ISBN 978-3-7688-2649-5.
- Das Zeppelin-Museum. Ein Streifzug durch die Geschichte der Luftschifffahrt. Zeppelin-Kameradschaft e.V., Zeppelinheim 2002, ISBN 3-00-009170-X.
- Big lift. Die Berliner Luftbrücke 26. Juni 1948 – 30. September 1949. Temmen, Bremen 1998, ISBN 3-86108-706-5.
- The Berlin Airlift – the Effort and the Aircraft. Paladwr Press, 1998, ISBN 1-888962-05-4 (3 Printings).
- Eine Zeppelin-Fahrt nach Berlin. Provan, Kelkheim 1987, ISBN 0-945794-03-7.
- Die Siedlungen Zeppelindorf / Zeppelinheim. Provan, Kelkheim, 1986, ISBN 0-945794-04-5.
- Die französische Luftschiff-Hallen. Provan, Kelkheim, 1987, ISBN 0-945794-05-3.
- Count Zeppelin – a System Builder. Provan, Kelkheim, 1988, ISBN 0-945794-07-X.
- AFN- the American Forces Network. Provan, Kelkheim, 2000, ISBN 0-945794-10-X.
- Die Deutsche Luftschiffhalle. Provan, Kelkheim, 2001, ISBN 0-945794-11-8.
- 60 Years AFN. Booklet with 2CDs, Provan, Kelkheim, 2003, ISBN 0-945794-12-6.
- Ausstellung: Sgt. Elvis Presley in Germany 1958–1960.
- LZ 127 – Graf Zeppelin kehrt zurück. mit CD, Deutsche Post, Bonn 2007, DNB 985742097.
- Ich bin ein Berliner. John F. Kennedys Deutschlandbesuch 1963. Berlin Story Verlag, Berlin 2013, ISBN 978-3-86368-112-8.

## E-Books
- History of Rhein-Main Air Base. VR-Fabrik, 2011, ISBN 978-0-945794-13-4.
- Hindenburg – a Ship of Dreams. VR-Fabrik, 2011, ISBN 978-0-945794-14-1.
- Childhood in Post War Germany / Kindheit in den Nachkriegsjahren. VR-Fabrik, 2011, ISBN 978-0-945794-15-8.
- Berlin Airlift – First Battle of the Cold War.(VOL 1) VR-Fabrik, 2011, ISBN 978-0-945794-16-5.
- Berlin Airlift – the Task Force Times.(VOL 2) VR-Fabrik, 2011, ISBN 978-0-945794-17-2.
- Berlin Airlift – the Men that made the Airlift work. VR-Fabrik, 2011, ISBN 978-0-945794-18-9.
- Der Flughafen Frankfurt, von der ersten Ballonfahrt bis heute. VR-Fabrik, 2011, ISBN 978-0-945794-19-6.
- LZ-127 Graf Zeppelin- the Story of an Airship. VR-Fabrik, 2011, ISBN 978-0-945794-19-6.
- the Wright Brothers – a Study of early Aviation using a Comparitive Method. 2012, ISBN 978-0-945794-22-6.
- Obersalzberg – Hitler’s Mountain. (App), VR-Fabrik, 2012-
- Ich bin ein Berliner. John F. Kennedys Deutschlandbesuch 1963. Berlin-Story-Verlag 2013, ISBN 978-3-86368-112-8.

## Fernseh-Interviews
- The Blimp is Back – Michael Barnes, Produzent – 1990.
- Zeppelin – Karin Leuthy, Produzentin, Network Group – 1995.
- The Hindenburg – Robert Beemer, Produzent, Greystone Television – 1995.
- 50th Anniversary Berlin Airlift – Robert Fyre, Produzent, PBS – 1998.
- Berliner Luftbrücke, Spiegel TV – 1998.
- The Spirit of Freedom, the Berlin Airlift – Richard Luckin, Produzent – 1998.
- Hindenburg – Becky Kelly, Produzentin, History Channel – 2004.
- Rhein-Main Air Base, AFN Documentary – 2005.
- Sterne, Streifen, Schokolade – 60 Jahre Rhein-Main Air Base. Oliver Schmid, ARD – 2005.
- What went Down- the Hindenburg. Creative Differences – 2009.
- Als Hessen fliegen lernte – Die Geschichte der Luftfahrt, HR – 2010.
- Der Hindenburg. RTL – 2010.
- Geheimnisvolle Orte – Rhein-Main Air Base. ARD – 2012.
- Hallo Hessen – 50th Anniversary of Pres. John F. Kennedy’s visit to Germany, HR – 2013.
- Vergessene Hessen, HR – 2014.
- Good-Bye Heidelberg, SWR – 2014.
- Hallo Hessen – 80th Anniversary of Elvis Presley, HR – 2015.
- Geheimnisse des Kalten Kriegs (5-teilige Sendung), ZDF-Info – 2016.
- The USO – An Army of Volunteers, (als Produzent) – 2018.
- Thema: Archiv des US-Militär-Radiosenders AFN und Elvis Presley in Bad Nauheim, hessenschau, HR-Fernsehen, 1. November 2024[1]